# Strophaeus austeni
Strophaeus austeni är en spindelart som först beskrevs av F. O. Pickard-Cambridge 1896.  Strophaeus austeni ingår i släktet Strophaeus och familjen Barychelidae. Inga underarter finns listade i Catalogue of Life.